# 姚德芬
姚德芬（1972年7月15日—2012年11月13日）是中国安徽省六安市舒城县人，身高2.336米，是吉尼斯世界纪录确定的世界上身高最高的女性。她患有垂体瘤所导致的巨人症，体重200kg。
姚德芬生前已有多种并发症，如高血压、心脏病、营养不良和骨质疏松症，行动不便，每天只好卧床，姚德芬于2012年11月13日去世。